# Star-Film

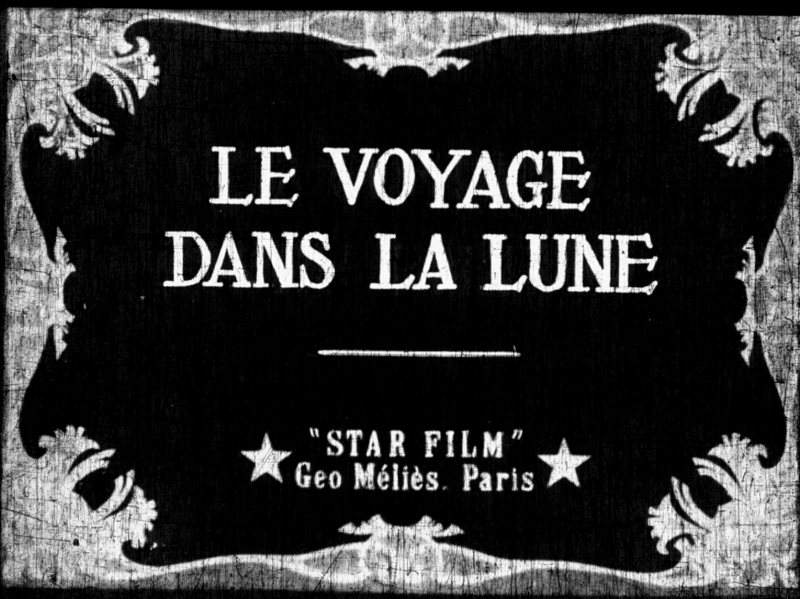
Titoli del film Viaggio nella Luna

La Star Film fu una casa di produzione cinematografica francese fondata da Georges Méliès per la produzione dei suoi film attiva dal 1896 al 1913. Fu la prima casa di produzione cinematografica.

## Storia
Méliès era un illusionista interessato alle potenzialità della cinepresa. Dopo non essere riuscito a comprarne una dai Lumière, comprò un teatrografo dal regista inglese Robert William Paul. L'anno seguente, nel 1896, creò la Star Film Company e uno studio di vetro a Montreuil dove diresse più di 500 film. Il 1º settembre 1902 uscì il cortometraggio Viaggio nella Luna che fu un enorme successo e contribuì alla Star Film di diventare una dei più grandi produttori al mondo e di aprire una filiale negli Stati Uniti. Nel frattempo però sorsero nuove case di produzione cinematografiche che acquistarono teatri e cineprese migliori che posero fine al modo di fare cinema di Méliès e della sua casa di produzione, che chiuse nel 1913.

## Filmografia conosciuta
- Partie de cartes (Star Film 1, 1896), "remake" de La partita a carte, dei Lumière, è una ripresa realistica, priva di trucchi
- Une nuit terrible (Star Film 26, 1896), Méliès interpreta un personaggio in una stanza da letto che non riesce a dormire perché tormentato da un ragno gigante; il film presenta trucchi di tipo teatrale, non ancora cinematografico
- Escamotage d'une dame chez Robert-Houdin (Star Film 70, 1896) primo trucco cinematografico di montaggio
- Le cauchemar (Star Film 82, 1896)
- Le manoir du diable (1896)
- Le château hanté (Star Film 96, 1897)
- La prise de Tournavos (Star Film 106, 1897)
- Entre Calais et Douvres (Star Film 112, 1897)
- L'auberge ensorcelée (Star Film 122-123, 1897)
- Après le bal (Star Film 128, 1897)
- Visite sous-marine du Maine (Star Film 147, 1898)
- Panorama pris d'un train en marche (Star Film 151, 1898)
- Le magicien (Star Film 153, 1898)
- Illusions fantasmagoriques (Star Film 155, 1898)
- Guillame Tell et le clown (Star Film 159, 1898)
- La lune à un mètre (Star Film 160-162, 1898) film di lunghezza tripla, con una scena unica ma che cambia spesso per effetto di sparizioni, apparizioni e mutamenti.
- Un homme de têtes (Star Film 167 1898) primo uso del trucco dell'esposizione multipla (mascherino-contromascherino)
- La Tentation de saint Antoine (Star Film 168, 1898)
- Cléopâtre (Star Film 175-176, 1899)
- L'illusionniste fin-de-siècle (Star Film 183, 1899), noto anche come L'impressionniste fin-de-siècle[3].
- Le diable au couvent (Star Film 185-187, 1899) 3 minuti
- La danse du feu (Star Film 188, 1899)
- Le portrait mysterieux (Star Film 196, 1899) con la tecnica dell'esposizione multipla
- L'Affaire Dreyfus, primo film a quadri, sebbene ancora proiettati separatamente
  - La dictee du bordereau (Star Film 206, 1899)
  - L'Ile du diable (Star Film 207, 1899)
  - Mise au fers de Dreyfus (Star Film 208, 1899)
  - Suicide du Colonel Henry (Star Film 209, 1899)
  - Debarquement a Quiberon (Star Film 210, 1899)
  - Entretien de Dreyfus et de sa femme à Rennes (Star Film 211, 1899)
  - Attentat contre Maître Labori (Star Film 212, 1899)
  - Bagarre entre journalistes (Star Film 213, 1899)
  - Le Conseil de Guerre en seance à Rennes (Star Film 214-215, 1899)
- Cendrillon (Star Film 219-224, 1899) film a quadri unitario
- Le chevalier mystère (Star Film 226-227, 1899)
- Homme Protèe 1899
- Tom Whisky ou L'illusioniste Toque (Star Film 234, 1900)
- La Vengeance du gate-sauce (Star Film 243, 1900)
- Infortunes d'un explorateur (frammento, Star Film 234, 1900)
- L'homme-orchestre (Star Film 262-263, 1900) capolavoro per il coordinamento tra i vari effetti speciali
- Jeanne d'Arc (Star Film 264-275, 1900) film a quadri
- La Reve du Radjah ou La forey enchantée (Star Film 281-282, 1900) film a due quadri
- Le Corcier, le prince et le bon genie (Star Film 285-286, 1900)
- Le Livre magique (Star Film 289-291, 1900)
- Spiritisme abracadabrant (Star Film 293, 1900)
- L'illusionniste double et la tête vivante (Star Film 294, 1900)
- Reve de Noel (Star Film 298-305, 1900) filma quadri
- Nouvelles luttes extravagantes (Star Film 309-310, 1900)
- Le Repas fantastique (Star Film 311, 1900)
- Déshabillage impossible (Star Film 3112-313, 1900)
- Le Tonneau des Danaïdes (Star Film 314, 1900)
- Le Savant et le chimpanzé (Star Film 317, 1900)
- Le Reveil d'un monsieur presse (Star Film 322, 1900)
- La Maison tranquille (Star Film 325-326, 1901)
- La Chrysalide et le papillon (Star Film 332-333, 1901)
- Dislocation mystérieuses (Star Film 335-336, 1901)
- L'Antre des espirits (Star Film 345-347, 1901)
- Chez la sorciere (Star Film 350-351, 1901)
- Exelsior! (Star Film 357-358, 1901)
- Barbe-Bleu (Star Film 361-370, 1901) film a quadri di 10 minuti
- Le Chapeau à surprise (Star Film 371-372, 1901)
- L'homme à la tête en caoutchouc (Star Film 382-383, 1901) compare l'effetto speciale dell'ingrandimento/rimpiccolimento delle figure
- Le Diable geant ou Le miracle de la Madone (Star Film 384-385, 1901)
- Nain et geant (Star Film 386, 1901)
- Viaggio nella Luna (Le Voyage dans la Lune) (1902)
- Le Mélomane (1903)
- Le Chaudron infernal (1903)
- Le Cake-walk infernal (1903)
- La Flamme merveilleuse (1903)
- Le Royaume des fées (1903)
- Le Monstre (1903)
- L'Auberge du bon repos (1903)
- La Lanterne magique (1903)
- La Rêve du maître de ballet (1903)
- La Damnation de Faust (1903)
- Le Thaumaturge chinois (1904)
- Le Bourreau turc (1904)
- Le Roi du maquillage (1904)
- Viaggio attraverso l'impossibile (Voyage à travers l'impossible) (Star Film 641-659, 1904)
- La Cascade de feu (Star Film 665-667, 1904)
- Les Cartes vivantes (Star Film 678-679, 1905)
- Le Diable noir (Star Film 683-685, 1905)
- Le Phenix ou le coffret de cristal (Star Film 686-689, 1905) frammento
- Le Menuet lilliputien (Star Film 690-692, 1905) frammento
- Le Palais des mille et une nuits (Star Film 705-726, 1905) film a quadri
- Le Compositeur toque (Star Film 727-731, 1905)
- La Chaise a porteur enchantée (Star Film 738-739, 1905)
- Le Raid Paris-Monte Carlo en 2 heures (Star Film 740-749, 1905)
- Un feu d'artifice improvise (Star Film 753-755, 1905)
- La Legende de Rip van Winckle (Star Film 756-775, 1905) film a quadri
- Les Affiches en goguette (1905)
- Le Tripot clandestin (Star Film 784-785, 1905)
- Une chute du 5eme étage (Star Film 789-790, 1906)
- Jack le Ramoneur (Star Film 791-806, 1906)
- Le Maestro Do-Mi-Sol-Do (Star Film 807-809, 1906)
- Le Cardeuse de matelas (Star Film 818-820, 1906)
- Les Affiches en gouguette (Star Film 821-823, 1906)
- Les Incendiaires (Star Film 824-837, 1906)
- L'Anarchie Chez Guignol (Star Film 839-839, 1906) frammento
- L'Hotel des voyageurs de commerce (Star Film 843-845, 1906)
- Les Bulles de savon vivantes (Star Film 846-848, 1906)
- Les 400 farces du diable (Star Film 849-870, 1906) racconto a quadri che mischia molti dei temi cari a Méliès: viaggio straordinario, diavoli, giocolieri, ecc.
- L'Alchimiste Parafaragaramus ou la cornue infernale (Star Film 874-876, 1906)
- Le Fée Carabosse ou le poignard fatal (Star Film 877-887, 1906)
- Hamlet (1907)
- La Douche d'eau bouillante (Star Film 909-911, 1907)
- Les Fromages automobiles (Star Film 925-928, 1907)
- Le Tunnel sous la Manche ou le cauchemar franco-anglais (Star Film 936-950, 1907)
- Éclipse de soleil en pleine lune (Star Film 961-968, 1907)
- Pauvre John ou les aventures d'un buveur de whisky (Star Film 1000-1004, 1907)
- La Colle universelle (Star Film 1005-1009, 1907)
- Ali Barbouyou et Ali Bouf à l'huile (Star Film 1014-1017, 1907)
- Ventimila leghe sotto i mari (20000 lieues sous les mers) (1907)
- Le Tambourin fantastique (Star Film 1030-1034, 1908)
- La Cuisine de l'ogre (Star Film 1035-1039, 1908)
- Il y a un dieu pour les ivrognes (Star Film 1044-1049, 1908) frammento
- Les Torches humaines (Star Film 1066-1068, 1908)
- Le Genie du feu (Star Film 1069-1072, 1908)
- Why that actor was late (Star Film 1073-1080, 1908)
- Le Rêve d'un fumeur d'opium (Star Film 1081-1085, 1908)
- La Photographie electrique à distance (Star Film 1091-1095, 1908)
- La Prophetesse de Thebes (Star Film 1096-1101, 1908)
- Salon de coiffure (Star Film 1102-1103, 1908)
- Le Nouveau seigneur du village (Star Film 1132-1145, 1908)
- L'Avare (Star Film 1146-1158, 1908) frammento
- Le Conseil du pipelet ou un tour à la foir (Star Film 1159-1165, 1908)
- Lully ou le violon brisé (Star Film 1176-1185, 1908)
- Les Patineurs (Star Film 1227-1232, 1908)
- Amour et melasse (Star Film 1246-1249, 1908)
- Les Mesaventures d'un photographe (Star Film 1250-1252, 1908)
- Le Fakir de Singapour (Star Film 1253-1257, 1908)
- A tricky painter's fate (Star Film 1226-1268, 1908)
- French interpreter policeman (Star Film 1288-1293, 1908)
- Anaic ou le balafre (Star Film 1301-1309, 1908)
- Pour l'Étoile s.v.p. (Star Film 1310-1313, 1908)
- Conte de la grand-mere et reve de l'enfant (Star Film 1314-1325, 1908)
- Hallucinations pharmaceutiques ou le truc du potard (Star Film 1416-1418, 1908)
- La Bonne bergere et la mauvais princesse (Star Film 1429-1441, 1908)
- Le Locataire diabolique (Star Film 1495-1501, 1909)
- Les Illusions fantaisistes (Star Film 1508-1512, 1909)
- Le Secret du médécin (1910)
- Les Hallucinations du baron de Münchausen (Star Film - Pathé Frères, 1911)
- À la conquête du Pole (Star Film - Pathé Frères, 1912)
- Cendrillon ou La Pantoufle merveilleuse (Star Film - Pathé, 1912)
- Le Chevalier des neiges (Star Film - Pathé, 1912)
- Le Voyage de la famille Bourrichon (Star Film - Pathé, 1913)